# Marek Balt
Marek Paweł Balt (ur. 8 kwietnia 1973 w Częstochowie) – polski samorządowiec i polityk, z zawodu ekonomista, w latach 2010–2011 przewodniczący rady miasta w Częstochowie, poseł na Sejm VII kadencji, poseł do Parlamentu Europejskiego IX kadencji.

## Życiorys
Ukończył studia na Politechnice Częstochowskiej, pracował jako nauczyciel akademicki na Wydziale Zarządzania tej uczelni. Od 1995 zatrudniony w Hucie Częstochowa, doszedł do stanowiska zastępcy dyrektora ds. remontów.
Zaangażował się w działalność Sojuszu Lewicy Demokratycznej. W 2004 kandydował do Parlamentu Europejskiego. W wyborach samorządowych w 2006 i w 2010 był wybierany na radnego Częstochowy, od 2010 do 2011 pełnił funkcję przewodniczącego rady miasta. W wyborach parlamentarnych w 2011 uzyskał mandat poselski, startując z 2. miejsca na liście SLD w okręgu częstochowskim i otrzymując 5378 głosów. 25 marca 2012 wybrany na przewodniczącego struktur SLD w województwie śląskim. W wyborach w 2015 bez powodzenia ubiegał się o poselską reelekcję. 23 stycznia 2016 został wiceprzewodniczącym SLD, pełnił tę funkcję do 2021. W wyborach samorządowych w 2018 z ramienia koalicji SLD Lewica Razem uzyskał mandat radnego sejmiku śląskiego.
W 2019 został wybrany posłem do Parlamentu Europejskiego IX kadencji z listy Koalicji Europejskiej. W lipcu 2021 został zawieszony w prawach członka partii Nowa Lewica, w którą wcześniej przekształcił się SLD. W 2024 nie wystartował w kolejnych wyborach europejskich.

## Życie prywatne
Jest żonaty z działaczką samorządową Eweliną Balt.

## Wyniki wyborcze
| Wybory | Komitet wyborczy | Komitet wyborczy                          | Organ                            | Okręg | Wynik           |
| ------ | ---------------- | ----------------------------------------- | -------------------------------- | ----- | --------------- |
| 2004   |                  | Sojusz Lewicy Demokratycznej – Unia Pracy | Parlament Europejski VI kadencji | nr 11 | 705 (0,09)      |
| 2006   |                  | Sojusz Lewicy Demokratycznej              | Rada Miasta Częstochowy          | nr 3  | 744 (5,04%)     |
| 2010   |                  | Sojusz Lewicy Demokratycznej              | Rada Miasta Częstochowy          | nr 3  | 1876 (11,48%)   |
| 2011   |                  | Sojusz Lewicy Demokratycznej              | Sejm VII kadencji                | nr 28 | 5378 (2,40%)    |
| 2015   |                  | Zjednoczona Lewica                        | Sejm VIII kadencji               | nr 28 | 10 679 (4,51%)  |
| 2018   |                  | SLD Lewica Razem                          | Sejmik Województwa Śląskiego     | nr 6  | 24 225 (10,94%) |
| 2019   |                  | Koalicja Europejska                       | Parlament Europejski IX kadencji | nr 11 | 45 043 (2,82%)  |